# TÜVASAŞ

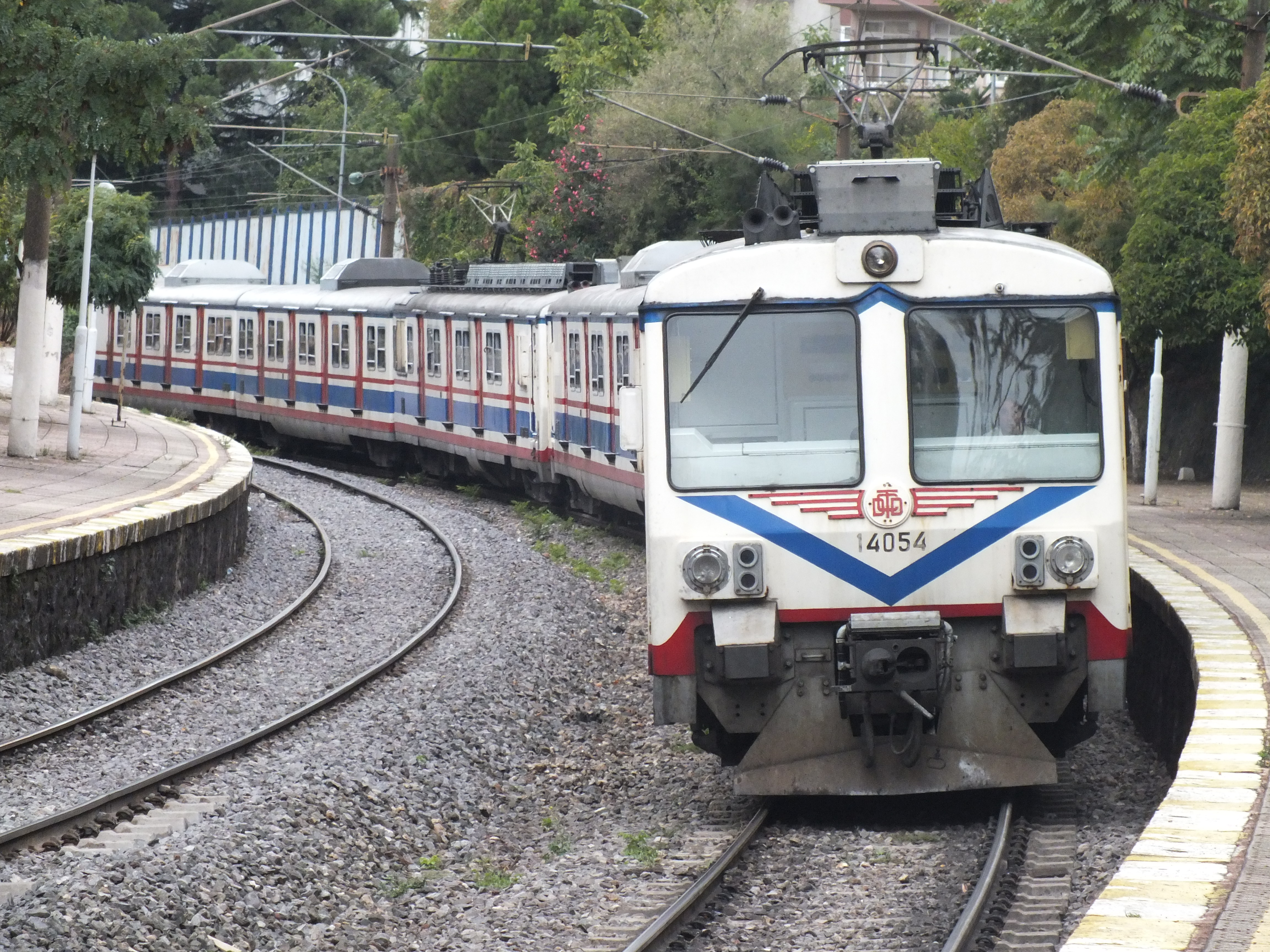
Elektrická jednotka řady E14000 vyrobená v dílnách TÜVASAŞ

Türkiye Vagon Sanayi Anonim Şirketi, známější jako TÜVASAŞ, je výrobce železničních vozidel se sídlem v Adapazarı. Je zodpovědný za výrobu a opravy osobních železničních vozidel pro turecké státní dráhy, které mají 100% vlastnický podíl. Správou podléhají pod turecké ministerstvo dopravy.
TÜVASAŞ byl založen v roce 1951 jako Vagon Tamir Atölyesi jako dílny pro opravy železničních vozů státních drah. V současné době je největším výrobcem železničních vozů na Blízkém východě. Má sídlo v závodě Mithatpaşa, v sousedství Adapazarı. Jejich vlajkovou lodí je železniční vůz TCDD TVS2000.